# Monica Scattini
Pour les articles homonymes, voir Scattini.
Monica Scattini, née le 1er février 1956 à Rome dans le Latium en Italie et morte le 4 février 2015 dans la même ville, est une actrice italienne, fille du réalisateur Luigi Scattini. Dans ses différents rôles, elle a souvent incarné le stéréotype de la riche toscane.

## Biographie
Monica Scattini est née à Rome, mais elle est d'origine toscane : sa mère et sa grand-mère étaient de Florence, son grand-père de Prato.
Elle a joué dans de nombreux films, parmi lesquels La Grande Bourgeoise de Mauro Bolognini en 1974, Lontano da dove de Stefania Casini et Francesca Marciano en 1983, qui lui a valu le Ruban d'argent de la meilleure actrice dans un second rôle, La Famille d'Ettore Scola en 1987, Valse d'amour de Dino Risi en 1990, Maniaci sentimentali de Simona Izzo en 1994 où elle obtient le David di Donatello de la meilleure actrice dans un second rôle. À partir des années 1990, elle apparaît principalement dans des comédies, réalisées entre autres par Carlo Vanzina, Christian De Sica et Alessandro Haber. Elle participe à plusieurs fictions à la télévision, parmi lesquelles Elisa sur Canale 5.
Au cours de sa carrière, elle a pris part, dans de petits rôles, à de grandes productions internationales : en 1982 elle est dirigée par Francis Ford Coppola dans Coup de cœur et en 2009 par Rob Marshall dans la comédie musicale Nine. En 2012, elle est dans la production française Cloclo retraçant la vie de Claude François.
Après la fin de son mariage avec le sculpteur Giancarlo Neri (it), avec lequel elle a vécu pendant des années à New York, elle devient la compagne de l'acteur Roberto Brunetti (it), 11 ans plus jeune, pendant 16 ans, mais ils se séparent en 2011.
En décembre 2014, elle présente son premier essai comme réalisateur, un court-métrage nommé Love sharing, interprété par Alessandro Haber, Luca Argentero, Sandra Milo et Eugenia Costantini (it).
Elle meurt le 4 février 2015 à Rome d'une tumeur.

## Filmographie partielle
- 1974 : La Grande Bourgeoise (Fatti di gente perbene) de Mauro Bolognini
- 1977 : Blue Nude de Luigi Scattini
- 1979 : SOS Concorde (Concorde Affaire '79) de Ruggero Deodato
- 1982 : Coup de cœur (One from the Heart) de Francis Ford Coppola
- 1982 : Dancing Paradise de Pupi Avati
- 1982 : Malamore d'Eriprando Visconti
- 1983 : Le Bal (Ballando, ballando) d'Ettore Scola
- 1983 : Lontano da dove de Stefania Casini et Francesca Marciano
- 1984 : Un ragazzo e una ragazza de Marco Risi
- 1984 : Lontano da dove de Stefania Casini et Francesca Marciano
- 1987 : La Famille  (La Famiglia) d'Ettore Scola
- 1987 : Il mistero del panino assassino de Giancarlo Soldi
- 1987 : Rimini Rimini de Sergio Corbucci
- 1988 : Love Dream de Charles Finch
- 1990 : Valse d'amour (Tolgo il disturbo) de Dino Risi
- 1991 : Marie Curie, une femme honorable de Michel Boisrond (TV)
- 1992 : Une famille formidable (Parenti serpenti) de Mario Monicelli
- 1992 : Un'altra vita de Carlo Mazzacurati
- 1992 : Il richiamo della notte de Carlo Mazzacurati
- 1992 : Un'altra vita de Carlo Mazzacurati
- 1994 : La vera vita di Antonio H. d'Enzo Monteleone
- 1994 : Maniaci sentimentali de Simona Izzo
- 1995 : Il cielo è sempre più blu d'Antonello Grimaldi
- 1995 : Selvaggi de Carlo Vanzina
- 1995 : Uomini uomini uomini de Christian De Sica
- 1996 : Un paradiso di bugie de Stefania Casini
- 1998 : Simpatici e antipatici de Christian De Sica
- 1999 : Vacanze di Natale 2000 de Carlo Vanzina
- 2000 : Nora de Pat Murphy
- 2000 : Film de Laura Belli
- 2003 : Scacco pazzo d'Alessandro Haber
- 2005 : La Dame aux camélias (La signora delle camelie) de Lodovico Gasparini (TV)
- 2009 : Nine de Rob Marshall
- 2009 : Feisbum! Il film, épisode L'arte di arrangiarsi, d'Alessandro Capone
- 2011 : Tutta colpa della musica de Ricky Tognazzi
- 2012 : Cloclo de Florent Emilio Siri
- 2014 : Una donna per amica de Giovanni Veronesi

## Distinctions
- Nomination au David di Donatello de la meilleure actrice dans un second rôle en 1993 pour son rôle dans le film Un'altra vita.
- David di Donatello de la meilleure actrice dans un second rôle en 1994 pour son rôle dans le film Maniaci sentimentali.
- Ruban d'argent de la meilleure actrice dans un second rôle en 1984 pour son rôle dans le film Lontano da dove.

### Crédit de traduction
- (it) Cet article est partiellement ou en totalité issu de l’article de Wikipédia en italien intitulé « Monica Scattini » (voir la liste des auteurs).